# Vibrissina hylotomae
Vibrissina hylotomae är en tvåvingeart som först beskrevs av Daniel William Coquillett 1898.
Vibrissina hylotomae ingår i släktet Vibrissina och familjen parasitflugor. Inga underarter finns listade i Catalogue of Life.